# یان کرژسادلو
یان کرژِسادلو (چکی: Jan Křesadlo; ۹ دسامبر ۱۹۲۶ – ۱۳ اوت ۱۹۹۵) روان‌شناسی بالینی، نویسنده و شاعر اهل کشور جمهوری چک بود. کرژِسادلو ضد کمونیست، به دنبال حمله به چکسلواکی در سال ۱۹۶۸ توسط ارتش‌های شوروی به رهبری پیمان ورشو، به همراه همسر و چهار فرزندش به انگلیس مهاجرت کرد. او به عنوان روان‌شناس بالینی تا زمان بازنشستگی اولیه خود در سال ۱۹۸۲، هنگامی که به نوشتن تمام وقت روی آورد، کار کرد.